# محمدرضا علی‌زمانی
محمدرضا علی‌زمانی (زاده ۱۳۵۱) شخصی بود که در مهرماه ۱۳۸۸ به اعدام محکوم و در  ۸ بهمن‌ماه همان سال اعدام شد.

## اتهامات
اطلاعات متناقضی در مورد اتهامات علی‌زمانی منتشر شده‌است. وی در دادگاه متهمان حوادث پس از انتخابات دهم ریاست جمهوری ایران محاکمه شد و در رسانه‌ها یکی از دستگیرشدگان این حوادث و اولین محکوم به اعدام آن معرفی گردید با این وجود وی پیش از برگزاری انتخابات دستگیر شده بود. در بهمن‌ماه ۱۳۸۸ محمدجواد لاریجانی دبیر ستاد حقوق بشر قوه قضائیه ایران تأیید کرد که وی (و آرش رحمانی‌پور که همزمان با علی زمانی اعدام شد) ماه‌ها پیش از انتخابات در زندان بوده و اتهام آن‌ها بمب‌گذاری فروردین ۱۳۸۷ در حسینیه شیراز بوده‌است.
سخنگوی انجمن پادشاهی ایران هم ادعای ارتباط این شخص با این حزب را به کلی رد کرد.
دادسرای عمومی و انقلاب تهران در نیز هنگام اعلام اجرای حکم گفت: برای یازده تن از متهمان حوادث پس از انتخابات ۲۳ خرداد ۱۳۸۸ از جمله معترضان روز عاشورای ۱۳۸۸، حکم اعدام صادر شده و دو تن از آنان به اسامی آرش رحمانی‌پور و محمدرضا علی‌زمانی اعدام شده‌اند.
در آخرین اطلاعیه دادستانی تهران اتهام زمانی و رحمانی‌پور تلاش ناموفق برای ایجاد حریق امامزاده زید و امامزاده علی اکبر در تهران اعلام گردیده است.

## کیفر خواست
بنا به کیفرخواست صادرشده از سوی دادستان، اتهامات علی‌زمانی عبارتند از:
1. محاربه از طریق عضویت و فعالیت مؤثر در راستای پیشبرد اهداف گروهک تروریستی انجمن پادشاهی ایران
2. توهین به مقدسات
3. فعالیت تبلیغاتی علیه نظام جمهوری اسلامی ایران
4. تبانی و اجتماع با هدف اقدام علیه امنیت داخلی کشور
5. خروج غیرقانونی از کشور

## اعدام
در روز ۱۳ مهر ۱۳۸۸، محمدرضا علی‌زمانی از بند ۲۰۹ زندان اوین به شعبه ۱۵ دادگاه انقلاب تهران منتقل شده و در آن‌جا حکم اعدام توسط «قاضی صلواتی»، که رئیس شعبه ۱۵ دادگاه انقلاب تهران است، به وی ابلاغ شد. و متعاقباً وی در تاریخ هشتم بهمن اعدام شد.
احمد جنتی نیز دربارهٔ اعدام آرش رحمانی‌پور و محمدرضا علی‌زمانی خطاب به صادق لاریجانی، رئیس قوه قضائیه، گفت: «شما روحیه ضد ظلم، انقلابی و ولایی دارید. پس بیایید برای رضای خدا همین طور که دو نفر را صریح اعدام کردید، و دست شما هم درد نکند، مردانه بایستید.»

## اعتراضات به حکم اعدام
- سازمان حقوق‌بشری عفو بین‌الملل: در اعلامیه‌ای خواستار لغو حکم اعدام برای محمدرضا علی‌زمانی شده‌است. این سازمان در اعلامیهٔ خود، حکم صادره را «مسخره» خوانده و از مقام‌های نظام جمهوری اسلامی ایران خواسته‌است که به اعدام‌ها پایان داده و احکام اعدام را تغییر دهند.[۱۳]
- فرانسه: سخنگوی وزارت امور خارجه فرانسه، گفت که «در کمال شگفتی از صدور حکم اعدام محمدرضا علی‌زمانی مطلع شده‌ایم، اعلام چنین تصمیمی چهره رژیم ایران را مخدوش‌تر خواهد کرد».[۱۴]
- آلمان: سخنگوی وزارت امور خارجه آلمان، گفت که «حکم اعدام علیه محمدرضا علی‌زمانی، از نظر دولت آلمان قابل توجیه نیست». وی افزود که دولت آلمان از جمهوری اسلامی انتظار دارد که این حکم را بلافاصله لغو کند.[۱۵]